# Південь штату Санта-Катарина (мезорегіон)
Південь штату Санта-Катарина (порт. Mesorregião do Sul Catarinense) — адміністративно-статистичний мезорегіон в Бразилії, входить в штат Санта-Катарина. Населення становить 902 478 чоловік на 2006 рік. Займає площу 9709,247 км². Густота населення — 93,0 чол./км².

## Склад мезорегіону
В мезорегіон входять наступні мікрорегіони:
1. Арарангуа
2. Крісіума
3. Тубаран

| Бразилія | Це незавершена стаття з географії Бразилії. Ви можете допомогти проєкту, виправивши або дописавши її. |